# Hartlebury Castle
Hartlebury Castle är ett slott i Storbritannien.   Det ligger i grevskapet Worcestershire och riksdelen England, i den södra delen av landet, 170 km nordväst om huvudstaden London.
Slottet fungerade som residens för biskopen av Worcester från 1300-talet till 2007. Idag ägs slottet av Hartlebury Castle Preservation Trust, som strävar efter att hålla slottet öppet för allmänheten.

## Geografi
Hartlebury Castle ligger 40 meter över havet. Terrängen runt Hartlebury Castle är platt. Runt Hartlebury Castle är det tätbefolkat, med 257 invånare per kvadratkilometer. Närmaste större samhälle är Worcester, 16,7 km söder om Hartlebury Castle. Trakten runt Hartlebury Castle består till största delen av jordbruksmark.